# دهه ۸۰۰ (میلادی)

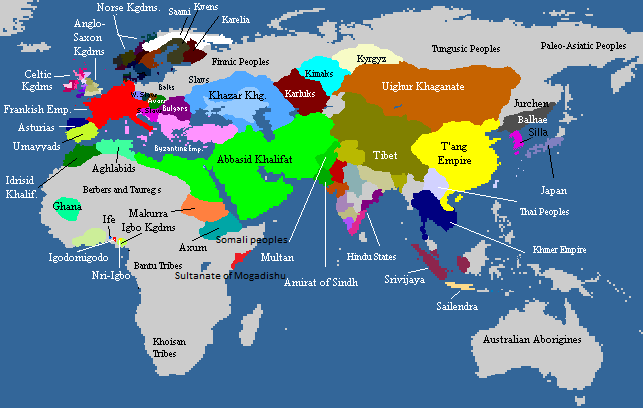
نقشه جهان در سال 820 میلادی (دوره خلفای عباسی)

دهه ۸۰۰ (میلادی) دهه هشتادم تقویم میلادی است.

## درگذشتگان
‎